# Corticaria pineti
Corticaria pineti is een keversoort uit de familie schimmelkevers (Latridiidae). De wetenschappelijke naam van de soort werd in 1960 gepubliceerd door Gustav Adolf Lohse.